# نادي بيلوفار لكرة اليد
نادي بيلوفار لكرة اليد هو نادي كرة يد في كرواتيا تأسس في سنة 1955. يلعب في الدوري الكرواتي لكرة اليد. تبلغ سعة ملعبه 1500 متفرجا.